# Turpal Bisultanov
Turpal Bisultanov est un lutteur danois, né le 14 octobre 2001 en Tchétchénie.

## Palmarès

### Jeux olympiques
- Paris 2024
  -  médaille de bronze en -87 kg[1]

### Championnats du monde
- Belgrade 2022
  -  médaille d'argent en -87 kg.

### Championnats d'Europe
- Budapest 2022
  -  médaille d'or en -87 kg.